# Seznam lucemburských biskupů a arcibiskupů
Arcibiskup lucemburský je ordinář římskokatolické arcidiecéze v Lucembursku. Pozice vznikla 23. dubna 1988, kdy bylo Lucembursko povýšeno z biskupství na arcibiskupství. Sídlo diecéze se nachází v katedrále Notre-Dame v Lucemburku.

## Seznam ordinářů
| Jméno                   | Nástup do funkce  | Konec funkce       |
| ----------------------- | ----------------- | ------------------ |
| Nicolas Adames          | 26. června 1870   | 27. září 1883      |
| Jean Joseph Koppes      | 4. listopadu 1883 | 29. listopadu 1918 |
| Pierre Nommesch         | 8. března 1920    | 9. září 1935       |
| Joseph Laurent Philippe | 9. září 1935      | 21. října 1956     |
| Léon Lommel             | 21. října 1956    | 13. února 1971     |
| Jean Hengen             | 13. února 1971    | 23. dubna 1988     |

| Jméno                 | Nástup do funkce  | Konec funkce      |
| --------------------- | ----------------- | ----------------- |
| Jean Hengen           | 23. dubna 1988    | 21. prosince 1990 |
| Fernand Franck        | 21. prosince 1990 | 12. července 2011 |
| Jean-Claude Hollerich | 12. července 2011 | současnost        |